# Ruby Devol Finch

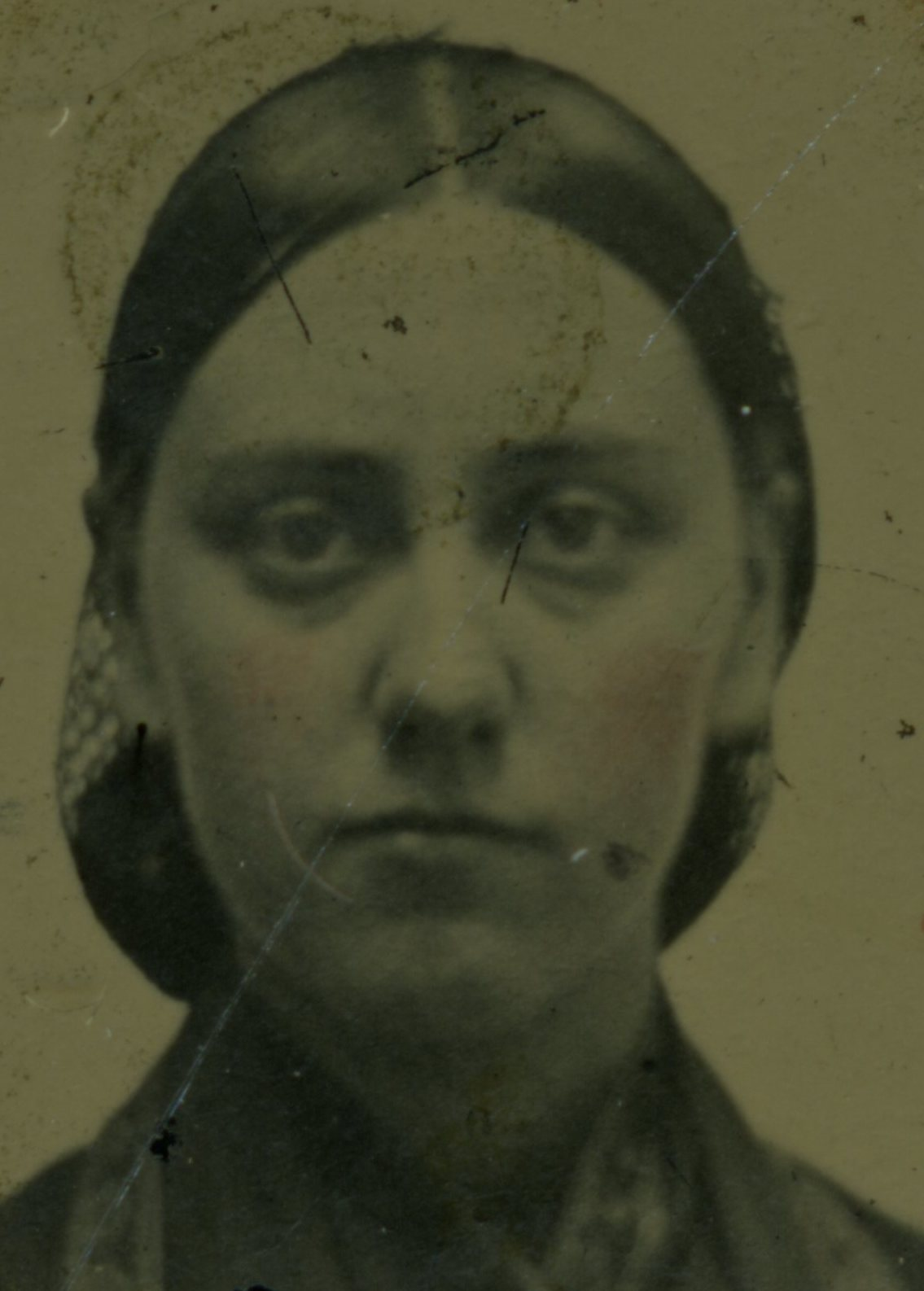
Ruby Devol Finch

Aruba Ruby Brownell Devol Finch (* 20. November 1804 in Westport, Massachusetts; † 7. Juli 1866 in New Bedford, Massachusetts) war eine US-amerikanische Künstlerin der Outsider Art.

## Leben
Ruby Brownell Devol wurde am 20. November 1804 in Westport, Massachusetts geboren. Sie war das zweite von sieben Kindern von Benjamin Devol Jr. und Elizabeth Rounds. Sie heiratete am 8. November 1832 William Finch aus New Bedford. Bereits fünf Jahre zuvor war am 10. August 1827 ihr einziges Kind, ihre Tochter Judith, geboren worden. Die Geburt wurde nicht aufgezeichnet, jedoch finden sich die Daten in ihrer Sterbeurkunde. Judith starb am 25. März 1912 in New Bedford. Es gibt keine Aufzeichnungen über ihren leiblichen Vater, auch keine über William Finch, auch nicht in den örtlichen Aufzeichnungen und Volkszählungsunterlagen. Ruby B. Finch starb am 7. Juli 1866 im Alter von 61 Jahren als Witwe in New Bedford an Krebs. Sie lebte in der Nähe ihrer Tochter Judith und deren Mann Otis Pierce, eines Ziegel- und Steinmaurers.

## Werk

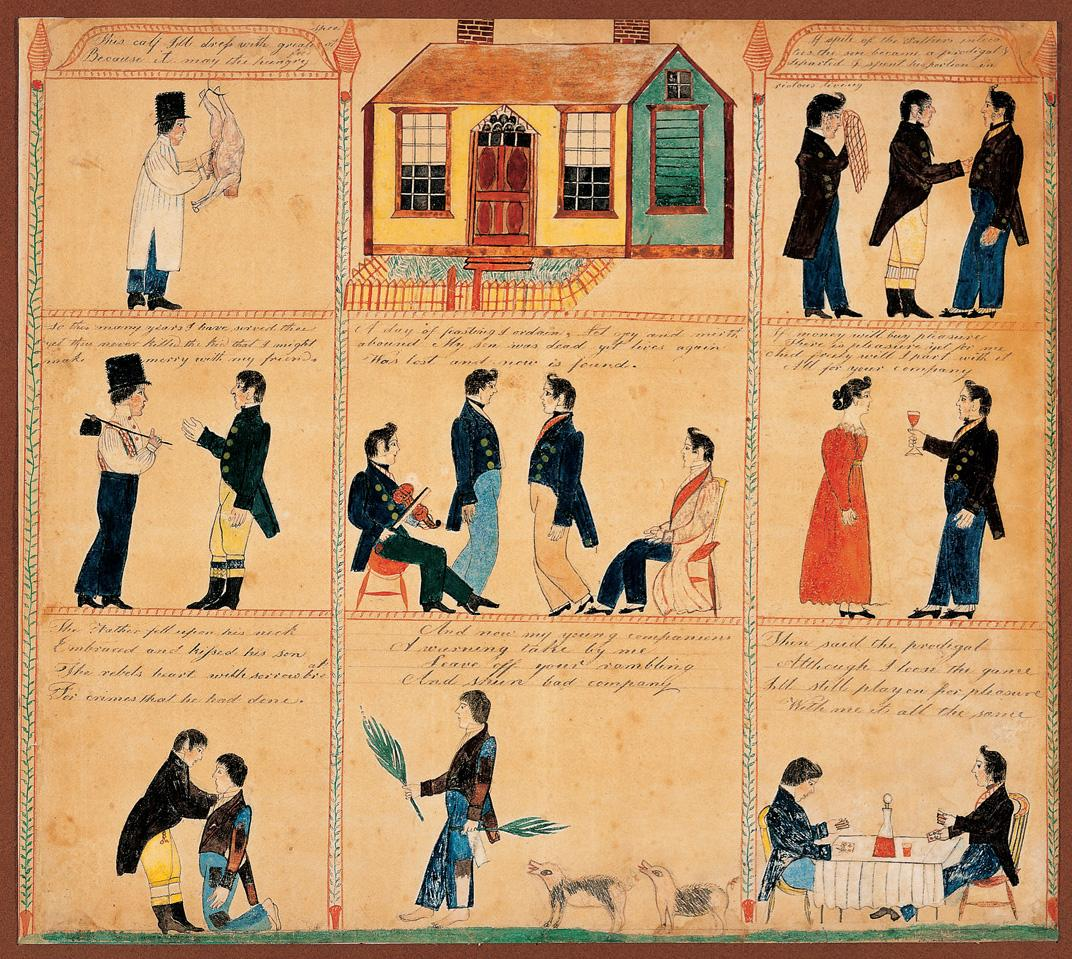
Die Geschichte vom verlorenen Sohn

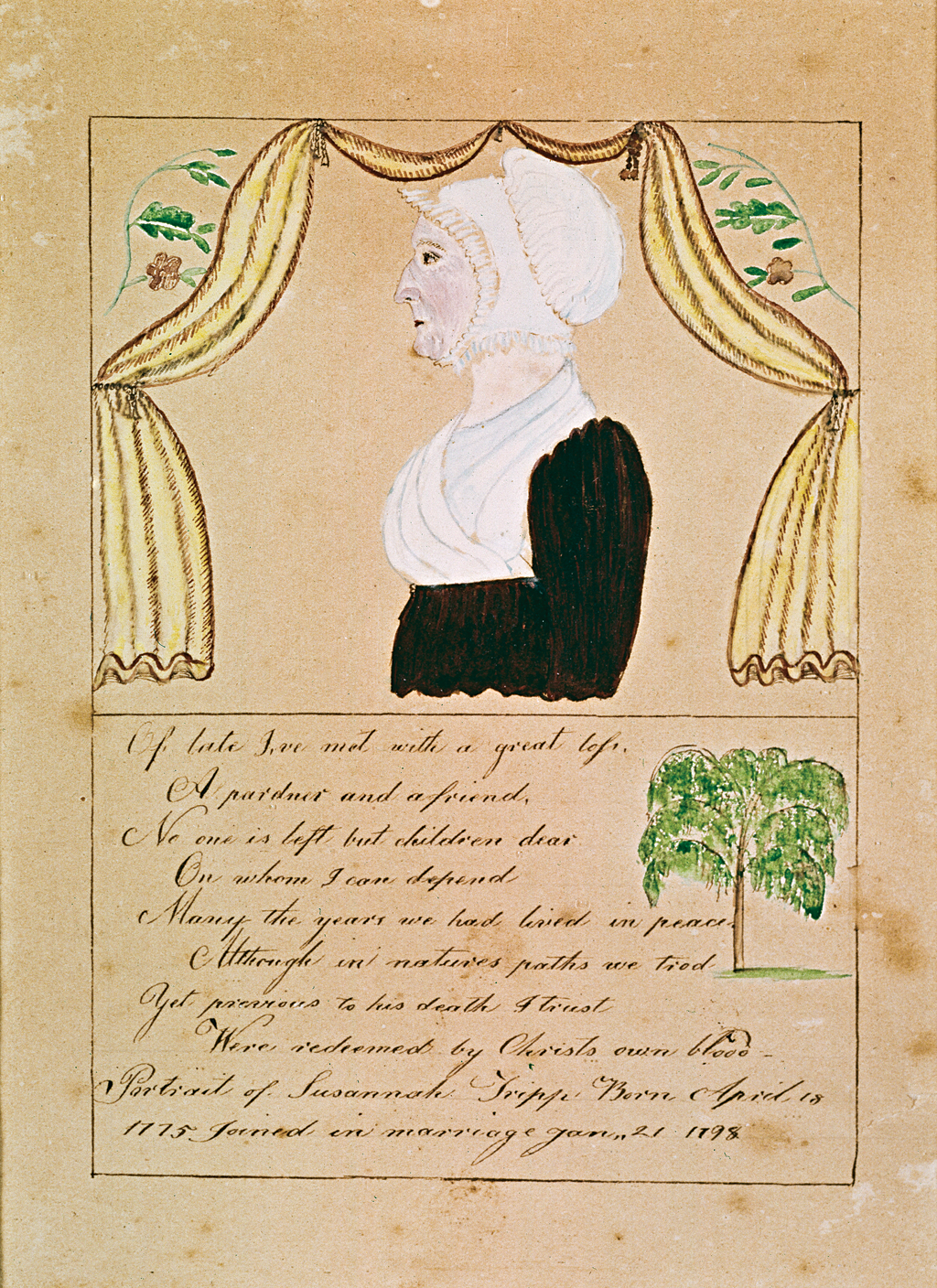
Porträt von Susannah Tripp

Von ihrem Werk sind nur 15 Stücke bekannt. Einige davon wurden erst sehr spät in Nachlässen der Familie Devol entdeckt, als die Familienfarm Sodom Road aufgelöst wurde. Diese Werke waren in Zeitungspapier aus der Zeit des Bürgerkrieges eingewickelt. Ihr Werk ist in den Sammlungen von Colonial Williamsburg in Williamsburg, Virginia und dem American Folk Art Museum in New York zu finden. Ihre Werke zeigen Personen aus ihrer Umgebung, ein Doppelporträt scheint sie und ihren Mann bei der Hochzeit zu zeigen. Dabei trägt sie festliche Kleidung und Hochzeitsschmuck und er eine Uniform. Zu ihren Werken gehören auch zwei Familienregister und eine Bilderfolge zur biblischen Geschichte vom verlorenen Sohn.
Einige ihrer Werke sind zudem Zeugen ihrer Zeit. In ihnen sind die Mode, Möbel, die Architektur, aber auch der Tanz des zweiten Viertels des 19. Jahrhunderts festgehalten. Oft finden sich in der Volkskunst im Allgemeinen unterschiedliche Grade an Stilisierung, Verzerrung und Vereinfachung, bezeichnend für das Werk von Ruby Devol Finch ist ein gewisses Maß an Spezifität ihrer Werke.